# Ikarus 489 Polaris

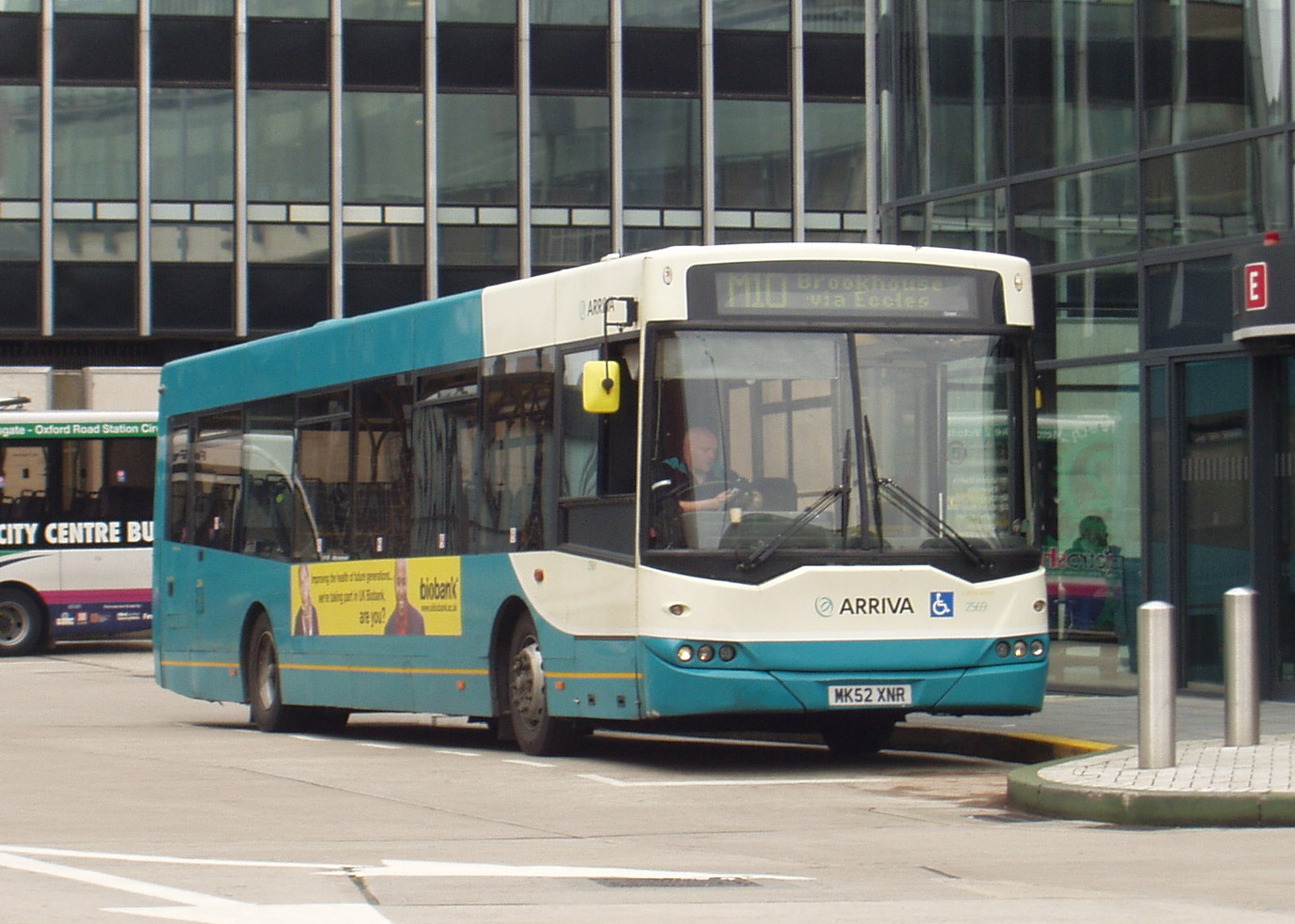
Ikarus 489 Polaris

Ikarus 489 — праворульный автобус большой вместимости венгерской фирмы Ikarus, выпускавшийся с 2000 по 2001 год. Пришёл на смену Ikarus 481.

## Описание
Ikarus 489 был создан как один из последних автобусов венгерской фирмы Ikarus. Первый экземпляр был представлен в 2000 году на Франкфуртском автосалоне. Дизайнером автобуса являлся Ласло Легради.
Ikarus 489 не является аналогом других автобусов серии Ikarus 400, особенно Ikarus 412. Прямой предшественник, Ikarus 481, был разработан на шасси DAF SB 220 ULF, так что инженерам не пришлось прибегать к хитростям при проектировании низкого пола.

## Эксплуатация
В Великобритании эксплуатировалось 11 автобусов Ikarus 489, каждый из которых был списан к 2017 году. Один из автобусов был передан в Будапештский музей транспорта.